# Francis Tresham
Francis Tresham (1567? – 23. prosince 1605 Tower) byl člen skupiny anglických katolíků, kteří naplánovali nakonec neúspěšné Spiknutí střelného prachu, jehož cílem bylo zavraždění krále Jakuba I.

## Život
Narodil se pravděpodobně roku 1567 jako syn sira Thomase Treshama a Meriel Throckmortonové. Podle historika Anthonyho Wooda studoval Tresham buď na St John's College nebo Worcester College v Oxfordu, možná na obou školách. Podle Treshamova životopisce Marka Nichollse však k tomu nejsou žádné další důkazy. Roku 1593 se oženil s Anne Tuftonovou, dcerou sira Johna Tuftona z Hothfieldu v Kentu. V roce 1601 se přidal k protivládní vzpouře hraběte z Essexu. Po nezdaru tohoto podniku skončil ve vězení, nakonec ale díky různým vlivným známostem vyvázl jen s pokutou, kterou zaplatil jeho otec.
V roce 1605 naplánovala skupina katolíků, kteří se obávali, že král Jakub I. nebude dostatečně tolerantní k jejich náboženství, protivládní spiknutí. Jedním z konspirátorů byl i Tresham. Cílem spiknutí bylo vyhodit do vzduchu parlament plný protestantské šlechty. Někteří katoličtí šlechtici, kteří se také měli zúčastnit zasedání parlamentu, byli varováni. Existují názory, že dopisy jim psal Tresham, ten se o tom ale později při výslechu nezmínil, a proto je jeho autorství zřejmě nepravděpodobné. Baron Monteagle, jeden z těch, kteří varování obdrželi, následně obsah dopisu vyzradil královu rádci Robertu Cecilovi. Poté byl zadržen spiklenec Guy Fawkes, když hlídal výbušniny pod parlamentem a v průběhu svého mučení přiznal i Treshamovo jméno. Ten byl zatčen a uvězněn v Toweru. Svou vinu na vzpouře přiznal jen částečně. Dne 23. prosince ve vězení zemřel, příčinou jeho smrti byly urologické problémy.